# Johann Schwebel

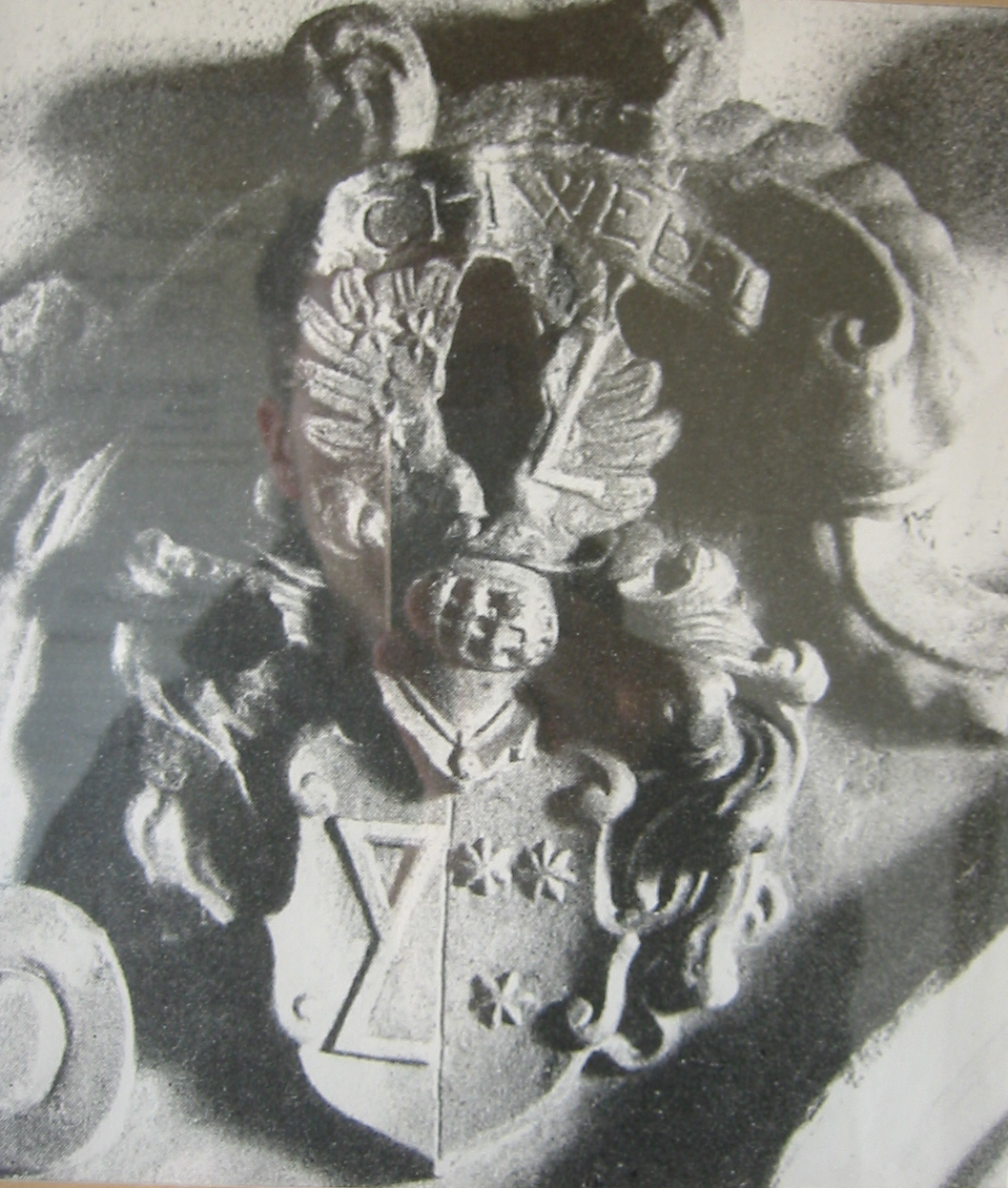
Schwebels Wappen (Allianzwappen?) von seinem Grab aus der Zweibrücker Alexanderskirche (im Zweiten Weltkrieg zerstört)

Johann Schwebel (* 1490 in Pforzheim; † 19. Mai 1540 in Zweibrücken), eigene Schreibweise: Schweblin, war ein deutscher Theologe und Reformator.

## Leben und Wirken
Schwebel wurde vermutlich 1490 als Sohn eines aus Bayern zugewanderten Kürschners in Pforzheim geboren. Er besuchte die dortige Lateinschule – ein bedeutendes Zentrum für junge Humanisten aus ganz Südwestdeutschland, von denen sich viele später der Reformation anschlossen – und studierte in Tübingen, Leipzig und Heidelberg, wo er 1513 ein juristisches Examen ablegte. Er kehrte nach Pforzheim zurück und wirkte dort als Ordenspriester im Heilig-Geist-Spital. Unter dem Einfluss u. a. von Philipp Melanchthon lernte er die Schriften Luthers kennen und kritisierte vor allem die Verwendung der Kirchengelder.
1522 musste er Pforzheim wegen seiner kritischen Haltung verlassen und suchte auf der Ebernburg bei Franz von Sickingen Zuflucht (zusammen mit den Reformatoren Martin Bucer, Johannes Oekolampad und Kaspar Hedio). Als Nachfolger Martin Bucers war er vermutlich kurz Pfarrer in Landstuhl, ging jedoch bereits 1523 nach Zweibrücken. Gemeinsam mit den Schweizer Reformatoren um Zwingli reiste Schwebel 1529 zum Marburger Religionsgespräch.
Als der zögerliche Herzog Ludwig gestorben war und mit dem Regenten Ruprecht als Vormund des minderjährigen Herzogs Wolfgang ein entschiedenerer Vertreter des Protestantismus an dessen Stelle trat, war für Schwebel 1533 der Weg frei, seine evangelische Kirchenordnung für das Herzogtum Pfalz-Zweibrücken herauszugeben, die fortan in allen Pfarrgemeinden verbindlich gelten sollte.
Schwebel war Unterzeichner der Augsburger Konfession und, im Gefolge Martin Bucers, der Wittenberger Konkordie. Theologisch und kirchenpolitisch waren die zwischen Luther und Zwingli angesiedelten führenden Straßburger Theologen (Bucer, Hedio, Capito) ein wesentlicher Orientierungspunkt; lebenslanger Ratgeber und Unterstützer war ferner Nikolaus Gerbel, ein ebenfalls in Straßburg ansässiger Pforzheimer Jugendfreund, Humanist und strenger Lutheraner.
Schwebel war mindestens zweimal verheiratet. Aus seiner letzten Ehe stammt sein Sohn Heinrich Schwebel, der später Kanzler des Herzogtums Zweibrücken wurde und eine vierbändige gedruckte Ausgabe der Werke seines Vaters herausgab (ein Band lateinische Werke, zwei Bände deutsche Werke, ein Band Briefe).
Schwebel starb im Jahr 1540 an der Pest.

## Werk
- Centuria epistolarum theologicarum ad Johannem Schwebelium, Zweibrücken 1597
- Der erste und zweite Theil aller Teutschen Bücher und Schrifften deß Gottseligen Lehrers Herrn Johannis Schwebelii, Zweibrücken 1597 und 1598
- Operum Theologicorum D. Johannis Schwebelii Theologi Bipontini Pars Prima, Zweibrücken 1598 (2. Auflage 1608 – zweiter Band ist nie erschienen).
- Emil Sehling (Begr.): Die Evangelischen Kirchenordnungen des 16. Jahrhunderts. Band 18: Rheinland-Pfalz I, bearb. v. Thomas Bergholz. Tübingen (Verlag Mohr-Siebeck) 2006 (enthält mehrere Werke Schwebels, u. a. die beiden Kirchenordnungen von 1533 und 1539).
- Johannes Schweblin, Deutsche Schriften, hrsg. von Bernhard H. Bonkhoff. Mit einer historisch-theologischen Einleitung von Thomas Hohenberger, Speyer 2009.